# Carl Gottfried Woide
Carl Gottfried Woide (auch: Karl Gottfried Woide; * 4. Juli 1725 in Leszno; † 9. Mai 1790 in London) war ein deutsch-britischer Orientalist. In England war er auch als Charles Godfrey Woide bekannt.

## Leben
Woide studierte in Frankfurt an der Oder und Leiden und wurde Geistlicher der Sozinianer in Lissa. 1750 war er in Leiden und bekam von Christian Scholz Unterricht in Koptisch. Er lebte in England von 1768 bis 1790. Ab 1770 war er Prediger an der Dutch Chapel Royal im St James’s Palace, später auch an der reformierten Kirche im Savoy in London.
Auf Empfehlung des Bischofs Lowth, Erzbischof von Canterbury und Lord North wurde er auf Kosten Königs George III. für einige Monate in die Bibliotheken nach Paris geschickt. So perfektionierte er seine Kenntnisse in Sahidisch. 1775 publizierte die Universität Oxford im eigenen Verlag Clarendon Press das Lexikon Ægytiaco-Latinum, das von Maturin Veyssière de La Croze entworfen und von Christian Scholz überarbeitet worden war. Woide war als Herausgeber beteiligt und versah das Werk mit Anmerkungen und Indizes. Er fasste die vierbändige Grammatica Æegyptica utriusque dialecti von Scholz in einem Band zusammen, der Band erschien 1778 bei Clarendon Press unter der Aufsicht Woides, wobei der sahidische Abschnitt vollständig sein Werk war. Er untersuchte den Codex Alexandrinus und veröffentlichte Texte des Neuen Testaments aus diesem Kodex 1786.
1778 wurde er zum Fellow of the Society of Antiquaries of London (F.S.A.) gewählt. Ab 1782 war er Bibliothekar am British Museum. zunächst in der naturgeschichtlichen Abteilung, später in der Abteilung für gedruckte Bücher. Er war dort verantwortlich für die hebräischen und arabischen Manuskripte. Er war einer der ersten Gelehrten, der an den ägyptischen sahidischen Texten arbeitete. 1780 wurde er zum korrespondierenden Mitglied der Göttinger Akademie der Wissenschaften gewählt. Woide erwarb den Dr. Theol. an der Universität Kopenhagen, war ab 1785 Mitglied der Royal Society, bekam 1786 den Doctor of Civil Law der Universität Oxford.
Er starb am 9. Mai 1790 an einem Schlaganfall und hinterließ zwei Töchter. Er besaß einige Seiten der Handschrift Unzial 070, die als Fragmentum Woideanum bezeichnet sind.

## Schriften
- Lexicon Ægyptiaco-Latinum. Clarendon Press, Oxford 1775; archive.org.
- Grammatica aegyptiaca utriusque dialecti. Clarendon Press, Oxford, 1778; archive.org.
- Novum Testamentum Graecum e codice ms. alexandrino. Hrsg. von B. H. Cowper. London 1786; archive.org.